# Reichsgau Wien
O Reichsgau Viena (alemão: Reichsgau Wien) foi uma divisão administrativa da Alemanha Nazista com sede em Viena, Áustria. Existiu entre 1938 e 1945. Partes da Baixa Áustria foram anexadas para estabelecer a Grande Viena, que então se tornou a maior cidade da Alemanha Nazista em área.

## História
O sistema nazista Gau (plural Gaue) foi originalmente estabelecido em uma conferência do partido em 22 de maio de 1926, a fim de melhorar a administração da estrutura partidária. A partir de 1933, após a tomada do poder pelos nazistas, o Gaue substituiu cada vez mais os estados alemães como subdivisões administrativas na Alemanha. Em 12 de março de 1938, a Alemanha nazista anexou a Áustria e em 24 de maio as províncias austríacas foram reorganizadas e substituídas por sete partidos nazistas Gaue. De acordo com a lei Ostmarkgesetz de 14 de abril de 1939, com efeitos a partir de 1º de maio, os Gaue austríacos foram elevados ao status de Reichsgaue e seus Gauleiters também foram posteriormente chamados de Reichsstatthalters.
À frente de cada Gau estava um Gauleiter, posição que se tornou cada vez mais poderosa, especialmente após a eclosão da Segunda Guerra Mundial. Os Gauleiters locais foram responsáveis pela propaganda e vigilância e, a partir de setembro de 1944, pelo Volkssturm e pela defesa do Gau.
O cargo de Gauleiter em Viena foi inicialmente ocupado por Odilo Globočnik de 24 de maio de 1938 a 30 de janeiro de 1939, por Josef Bürckel até 2 de agosto de 1940 e por Baldur von Schirach pelo restante da história do Reichsgau até 8 de maio de 1945.